# Evangelische Kirche (Obergimpern)

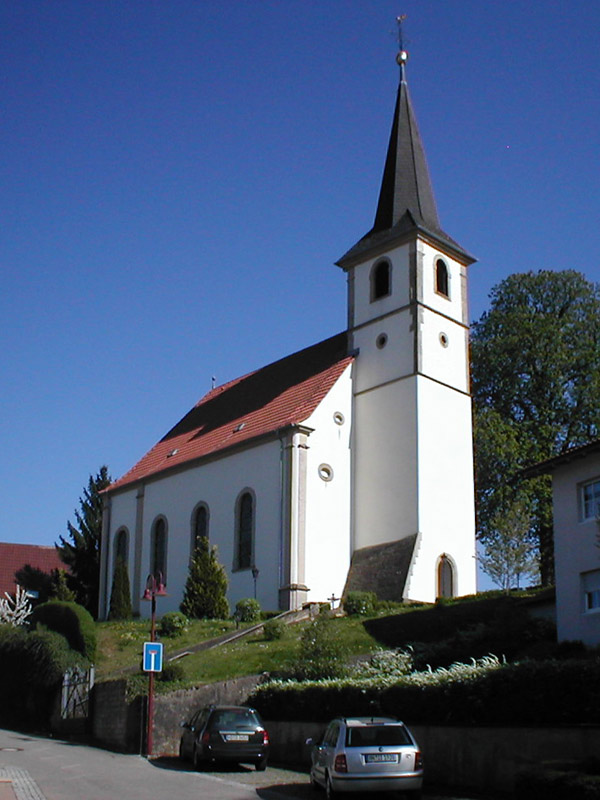
Evangelische Kirche in Obergimpern

Die Evangelische Kirche in Obergimpern, einem Stadtteil der Großen Kreisstadt Bad Rappenau im Landkreis Heilbronn im nördlichen Baden-Württemberg wurde an der Stelle einer älteren Kapelle im Jahr 1764 erbaut. Bis zum Bau der katholischen Kirche St. Cyriak diente die Kirche als Simultankirche.

## Geschichte
Eine Kapelle in Obergimpern wurde 1496 erstmals erwähnt. Die dem hl. Cyriak geweihte Kapelle wurde im Zuge der Reformation 1527 lutherisch. 1690 begann die Nutzung als Simultankirche, die sich auch nach dem Neubau des heutigen, dem hl. Nepomuk geweihten Kirchengebäudes 1764 durch Baumeister Johann Peter Moll fortsetzte. Nachdem die katholische Gemeinde des Ortes 1904 die Kirche St. Cyriak errichtet hatte, endete das Simultaneum. Seitdem wird die Kirche nur noch von der evangelischen Kirchengemeinde benutzt.

## Glocken
Im späten 19. Jahrhundert besaß die Kirche ein dreistimmiges Geläut aus Bronzeglocken. Die älteste Glocke war 1818 gegossen worden, hatte den Schlagton d‘‘, einen Durchmesser von 68 cm und ein Gewicht von 190 kg. Ihr zur Seite erklangen eine Glocke von 1854 mit Schlagton b‘, einem Durchmesser von 80 cm und einem Gewicht von 310 kg, sowie eine Gocke von 1868 mit Schlagton f‘‘, einem Durchmesser von 54 cm und einem Gewicht von 95 kg. Die beiden größeren Glocken mussten 1917 im Ersten Weltkrieg zu Rüstungszwecken abgeliefert werden.
Die zahlenmäßig geringe evangelische Gemeinde konnte sich aus Geldnot erst 1927 Ersatzglocken leisten. Die drei Bronzeglocken wurden bei der Glockengießerei Bachert in Karlsruhe gegossen, wobei in die größte der Glocken das Material der noch erhaltenen Glocke von 1868 als Umguss mit einfloss. Die größte der Bronzeglocken von 1927 hatte den Schlagton as‘, einen Durchmesser von 97 cm und ein Gewicht von 525 kg. Ihre Inschrift lautete GEDULDIG IN TRÜBSAL! WOHL WIRD‘S GOTT DOCH MACHEN. Sie war mit einem Muster aus Linien und Kreuzen verziert und trug am Hals einen Hinweis auf die Vorgängerglocke. Die mittlere Glocke hatte den Schlagton c‘‘, einen Durchmesser von 77 cm und ein Gewicht von 260 kg. Ihre Inschrift lautete HALTET AN AM GEBET! RÖM. 12.12. Sie war mit einem Kruzifix verziert und wies am Hals ein Fries aus Dornenflechtwerk auf. Die kleinste Glocke war die Paul-Gerhardt-Glocke mit Schlagton es‘‘, einem Durchmesser von 63,5 cm und einem Gewicht von 170 kg. Ihre Inschrift lautet PAUL-GERHARDT-GLOCKE SEID FRÖHLICH IN HOFFNUNG MEIN HERZE GEHT IN SPRÜNGEN UND KANN NICHT TRAURIG SEIN GEGOSSEN 1.1.1927 VON GEBRÜDER BACHERT KARLSRUHE I.B., verziert ist sie mit einem Sternenfries.
Im Zweiten Weltkrieg mussten abermals die beiden größeren Glocken abgeliefert werden, so dass zunächst nur die Paul-Gerhardt-Glocke in der Kirche verblieb. Anfang der 1950er Jahre erwarb die Kirchengemeinde dann bei Bachert in Kochendorf eine gebrauchte Glocke, die 1930 bei Bachert in Karlsruhe für ein fünfstimmiges Geläut in Eberbach gegossen worden war. Diese hat den Schlagton des‘‘, einen Durchmesser von 72 cm und ein Gewicht von 238 kg. Sie trägt die Inschrift ALLE WELT LOBE DEN HERRN GESTIFTET VOM EVANG. KIRCHENCHOR EVANG. MÄNNER- UND ARBEITERVEREIN UND ANDEREN SPENDERN – EBERBACH 1930. GEGOSSEN VON GEBRÜDER BACHERT KARLSRUHE I.B. und ist mit Blütenfriesen geschmückt. 1952 komplettierte man das dreistimmige Geläut durch einen Neuguss bei Friedrich Wilhelm Schilling in Heidelberg. Diese Glocke hat den Schlagton b‘, einen Durchmesser von 85 cm und ein Gewicht von 381 kg. Die Glocke trägt eine längere Inschrift mit zwei Bibelzitaten und dem Hinweis auf die zweimalige Ablieferung der Glocken.